# فيونا فيليبس
فيونا فيليبس (Fiona Fhillios) هي صحفية ومقدمة تلفزيونية إنجليزية من مواليد 1 يناير 1961.

## روابط خارجية
- فيونا فيليبس على موقع IMDb (الإنجليزية)
- فيونا فيليبس على موقع قاعدة بيانات الفيلم (الإنجليزية)